# Cheyssieu
Cheyssieu är en kommun i departementet Isère i regionen Auvergne-Rhône-Alpes i sydöstra Frankrike. Kommunen ligger i kantonen Roussillon som tillhör arrondissementet Vienne. År 2022 hade Cheyssieu 1 051 invånare.

## Befolkningsutveckling
Antalet invånare i kommunen Cheyssieu
Referens:INSEE